# Tracteur Lamborghini Centenario
Pour les articles homonymes, voir Tracteur, Lamborghini (homonymie), Centenario et Lamborghini Centenario.
Le tracteur Lamborghini Centenario (Centenario trattori, Centenaire, en italien) est un prototype de tracteur agricole du constructeur automobile italien Lamborghini, présenté en 2016 au salon de l'automobile de Francfort en Allemagne, et commercialisé à cinq exemplaires, en même temps que la Lamborghini Centenario, en hommage aux 100 ans de la naissance de son fondateur Ferruccio Lamborghini,,.

## Historique
Ferruccio Lamborghini (1916-1993) commence sa carrière industrielle après-guerre, en 1948, en fondant sa marque de tracteurs agricoles Lamborghini Trattori, pour devenir rapidement le troisième fabricant de tracteurs en Italie, derrière Fiat et Massey Ferguson. Il entre ensuite dans la légende des voitures de sport en créant sa marque Lamborghini en 1963, à Sant'Agata Bolognese, pour rivaliser avec son célèbre voisin Enzo Ferrari de Maranello.

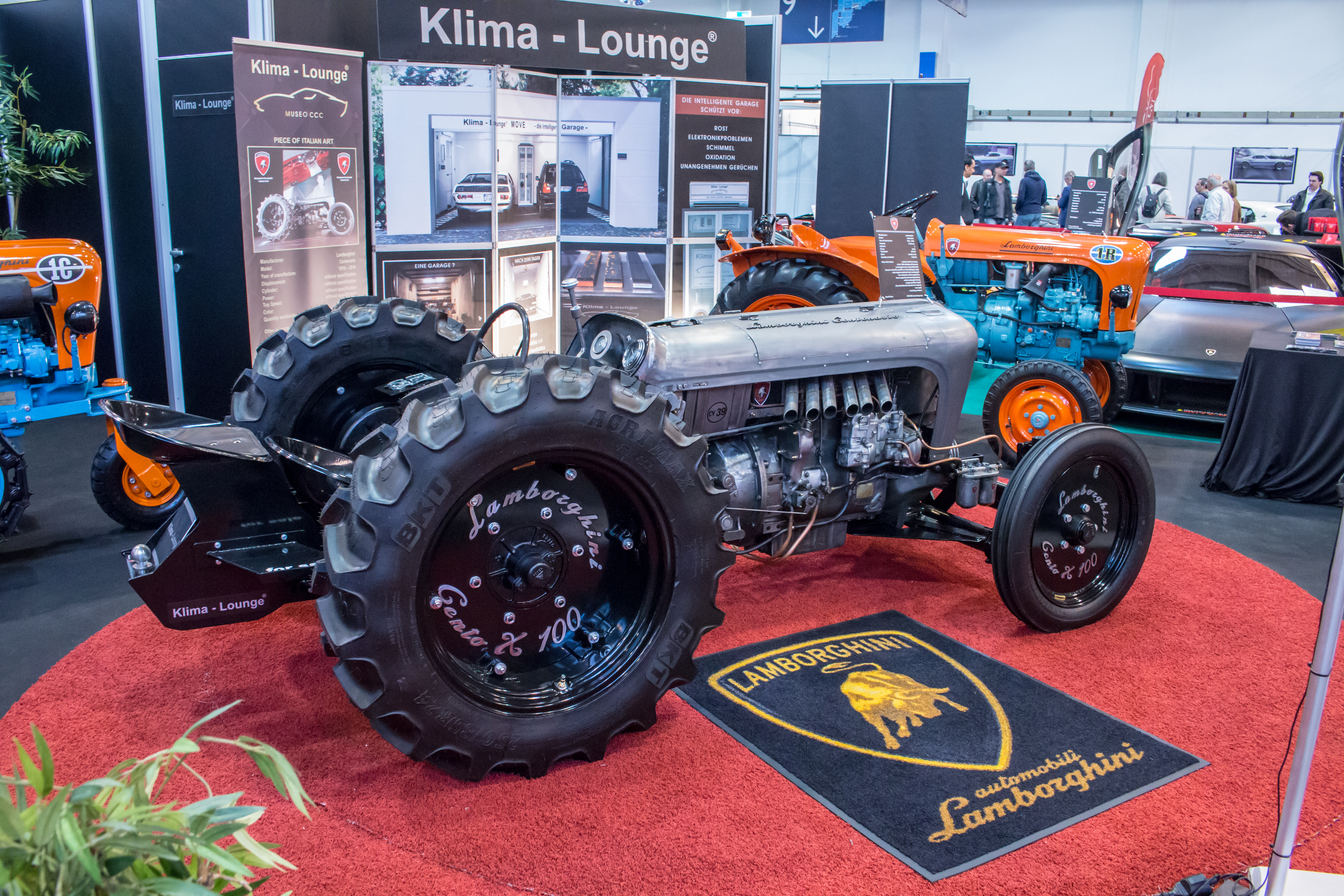
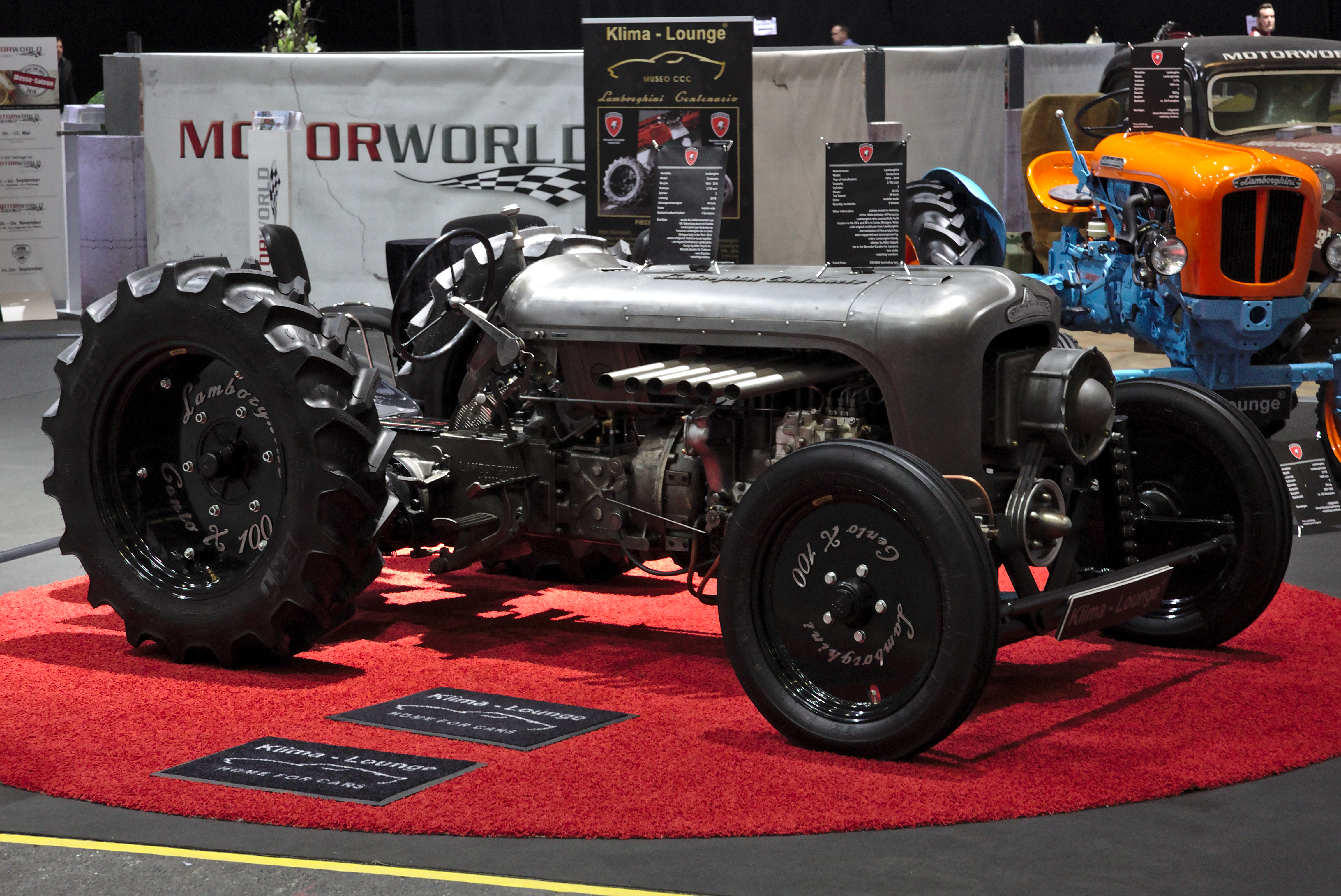

La marque célèbre les 100 ans de la naissance de son fondateur avec ce tracteur Lamborghini Centenario collector série limitée,, au prix de 250 000 €,.
Le design vintage néo-rétro du designer Adler Capelli et le moteur de ce tracteur sont inspirés de ceux du tracteur Lamborghini DAL35 de 1952 (et des Hot rod et Rat rod de la Kustom Kulture américaine des années 1950), un des premiers modèles historiques de la marque, motorisé par un moteur Diesel de 3 cylindres en ligne de 2,2 L de cylindrée de 36,5 ch, pour 40 km/h de vitesse de pointe, homologué pour la route,,, avec six sorties d'échappements latérales en hommage aux moteurs V12 Lamborghini.
La marque commercialise également pour le même anniversaire sa Lamborghini Centenario à moteur V12 Lamborghini de 770 ch, à 40 exemplaires.